# اوراکلینو
اوراکلینو (انگلیسی: Uraklino) یک شهرک در شهرستان نوریمانوفسکی استان باشقیرستان کشور روسیه است.